# 光学仪器
光學儀器可以是處理光波以增強圖像的觀賞；或是分析光波（或光子），已確定若干或某一種特徵與屬性。

## 影像強化

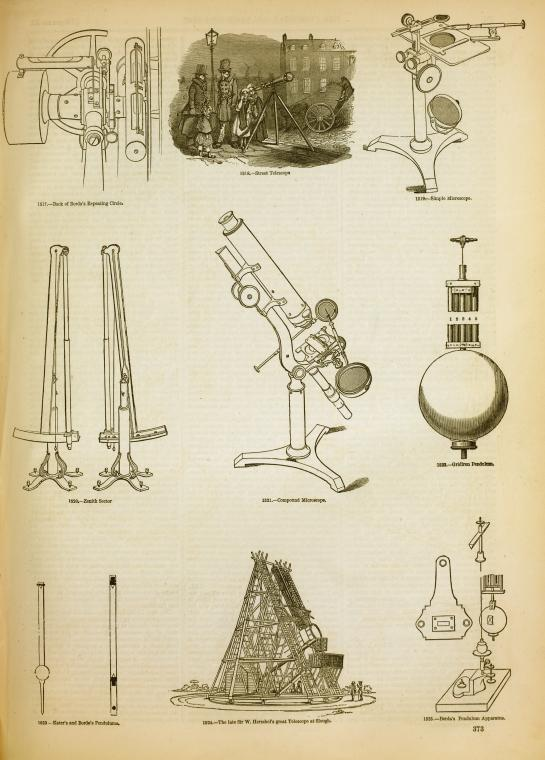
1858年在英國實驗室工作的一些光學設備插圖。

最早出現的光學儀器是用於放大遠距離圖像的望遠鏡，和用於放大非常微小影像的顯微鏡。自伽利略和虎克以來，這些儀器已經大為改進，並擴展到電磁頻譜的其它部分。雙筒望遠鏡的設備是可以調整，並能讓兩眼同時觀看的精密儀器。照相機可以被認為是一種光學儀器，例如，針孔相機和暗箱是最簡單的這種設備。

## 分析
另一類光學儀器用於分析光或光學材料的特性。它們包括：
- 干涉儀：測量光波的干涉特性。
- 光度計：測量光的強度。
- 偏振計：測量偏振光的色散或旋轉。
- 反射計：測量曲面或物體的反射。
- 折射計：測量各種材料的折射率，是恩斯特·阿貝發明的。
- 光譜儀或單色儀：用於生成或測量光學光譜的一部分，常用在化學或材料分析。
- 自準直儀（英语：Autocollimator）：用於測量角撓度。
- 屈度計（英语：Vertometer）：用於確定鏡片，例如眼鏡、隱形眼鏡、和放大鏡等，的折射率。

DNA排序器也可以視為光學儀器。因為它們分析特定核苷酸DNA鏈發射的光強度和"顏色"。
表面電漿共振儀：使用折射來測量和分析生物分子之間的相互作用。

## 其它光學設備
- 極化控制器（英语：Polarization controller）
- 照相機
- 幻燈機

## 外部連結
- Giorgio Carboni. . Fun Science Gallery.   [2018-04-15]. （原始内容存档于2016-10-24）.